# Бєлашов Володимир Євгенович
Володимир Євгенович Бєлашов (2 квітня 1951, Київ) — український дипломат. Надзвичайний і Повноважний Посол України в Республіці Корея (2008—2011)

## Життєпис
Народився 2 квітня 1951 року в Києві. У 1973 закінчив Московський державний інститут міжнародних відносин МЗС СРСР, а у 1974 закінчив курси перекладачів ООН при Московському державному педагогічному інституті іноземних мов. Вільно володіє англійською та російською мовами. Розмовляє французькою.
- З 1974 по 1979 — співробітник Секретаріату Відділення ООН в Женеві.
- З 1980 — третій секретар відділу преси, пізніше — третій секретар секретаріату Комісії у справах ЮНЕСКО МЗС УРСР.
- З 1983 по 1988 — працював на посадах аташе та другого секретаря Постійного представництва УРСР при ООН.
- З 1988 по 1992 — перебував на посадах другого секретаря секретаріату Комісії УРСР у справах ЮНЕСКО, першого секретаря відділу головного радника та першого секретаря відділу міжнародних організацій МЗС України
- З 1992 по 1995 — працював завідувачем сектору питань звичайних збройних сил відділу проблем обмеження озброєнь та роззброєння МЗС України, заступником начальника Управління контролю над озброєннями та роззброєння МЗС України.
- З 1995 по 1998 — радником та радником-посланником Посольства України в США.
- З 1998 по 2001 — начальником Управління євроатлантичної інтеграції МЗС України.
- З 02.2001 — заступником Глави Місії України при НАТО.
- З 02.2004 по 05.08.2005 — Постійний представник України при Відділенні ООН та інших міжнародних організаціях у Женеві.
- З 08.2005 — 10.2008 — працював Директором Департаменту контролю над озброєнням та військово-технічного співробітництва Міністерства закордонних справ України.
- З 10.2008 — 30.05.2011 — Надзвичайний і Повноважний Посол України в Республіці Корея